# Torreyochloa
Torreyochloa là một chi thực vật có hoa trong họ Hòa thảo (Poaceae).

## Loài
Chi Torreyochloa gồm các loài: